# 조기선거
조기선거란 원래 예정된 시기보다 조기에 치러지는 선거이다. 조기선거의 당선자는 재보궐선거와 달리 새로 정해진 임기를 시작하게 된다. 의회가 해산되거나 대통령이 궐위되어 실시되는 경우에는 임기 시작일도 당겨지지만, 선거일만 당겨지는 경우도 있다.

## 조기선거의 원인
- 의회해산
- 대통령 등의 궐위(탄핵 등)
- 선거에 이기기 위해서 집권당이 선거일을 당기는 경우
- 국민적 합의

## 사례

### 대한민국
1960년에 자유당은 민주당 등 야당들의 선거 준비가 제대로 되어있지 않아 조기선거를 하면 유리하다고 판단하고 농번기를 이유로 들어 선거일을 5월에서 3월로 당겼다.
현재 대한민국에서는 대통령이 궐위된 경우에 새로 선거를 실시한다. 이때 실시되는 조기선거를 '궐위로 인한 선거'라고 부르며 보궐선거와는 구분한다.   조기대선의 당선자는 새로 5년의 임기를 시작하게 된다. 조기대선의 선거일은 실시사유가 확정된 때부터 대통령선거 60일 이내에 실시하되, 선거일은 늦어도 선거일 전 50일까지 대통령 또는 대통령권한대행자가 공고한다. 첫 궐위로 인한 선거는 2017년 5월 9일에 치러진 대한민국 제19대 대통령 선거이다.